# Massimiliano di Sassonia
Massimiliano di Sassonia (Dresda, 13 aprile 1759 – Dresda, 3 gennaio 1838) fu principe ereditario del Regno di Sassonia dal 1827 al 1830, membro della casata dei Wettin, sposò la principessa Carolina di Borbone-Parma e alla morte della moglie sposò Maria Luisa di Borbone-Parma, nipote della prima consorte Carolina.

## Biografia

### Infanzia

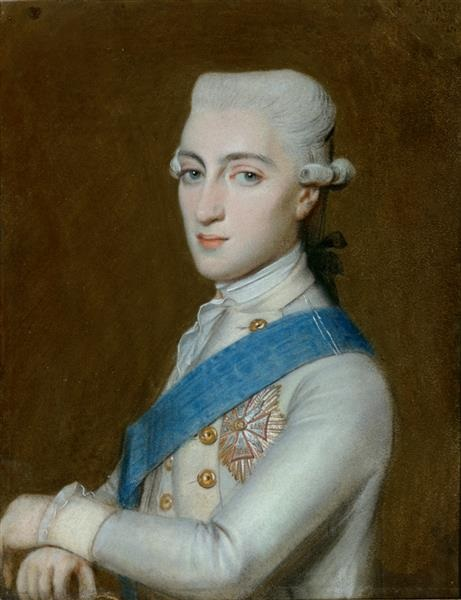
Massimiliano di Sassonia ritratto da Johann Heinrich Schmidt nel 1785

Egli era il sesto figlio (ma il terzo dei figli sopravvissuti) dell'Elettore Federico Cristiano di Sassonia e della Principessa Maria Antonia di Baviera.
Data la propria posizione di figlio cadetto, Massimiliano aveva una remota possibilità di ereditare il trono paterno.
Ad ogni modo, dal 1800 Massimiliano fu il terzo in linea di successione all'Elettorato di Sassonia, dal momento che tutti i figli dei suoi fratelli maggiori Federico Augusto e Antonio, erano morti ancora infanti, eccetto Maria Augusta, unica figlia del fratello maggiore. Dopo la fondazione del Regno di Sassonia nel 1806, Massimiliano ottenne il titolo di Principe di Sassonia.

### Primo matrimonio
A Parma, il 22 aprile 1792 (per procura) e nuovamente a Dresda il 9 maggio 1792 (di persona), sposò la principessa Carolina Maria di Borbone-Parma, figlia del Duca Ferdinando I di Parma. La coppia ebbe otto figli.

### Secondo matrimonio
A Lucca, il 15 novembre 1825 (per procura) e nuovamente a Dresda il 7 novembre 1825 (di persona), Massimiliano sposò la Principessa Maria Luisa di Borbone-Parma (Maria Luisa Carlotta, 1802–1857), figlia de Re Ludovico I di Etruria e nipote della sua prima moglie Carolina. Ella era più giovane del marito di 43 anni e la coppia non ebbe figli.

### Ultimi anni e morte
Alla morte di Federico Augusto (1827), Antonio gli succedette come sovrano. Massimiliano divenne così il primo in linea di successione, col titolo di Principe della Corona (o Principe Ereditario); ma tre anni più tardi, il 1º settembre 1830, dopo le rivolte d'autunno, egli rinunciò ai propri diritti di successione in favore del proprio figlio maggiore, Federico Augusto II.
Morì otto anni dopo, all'età di 78 anni.

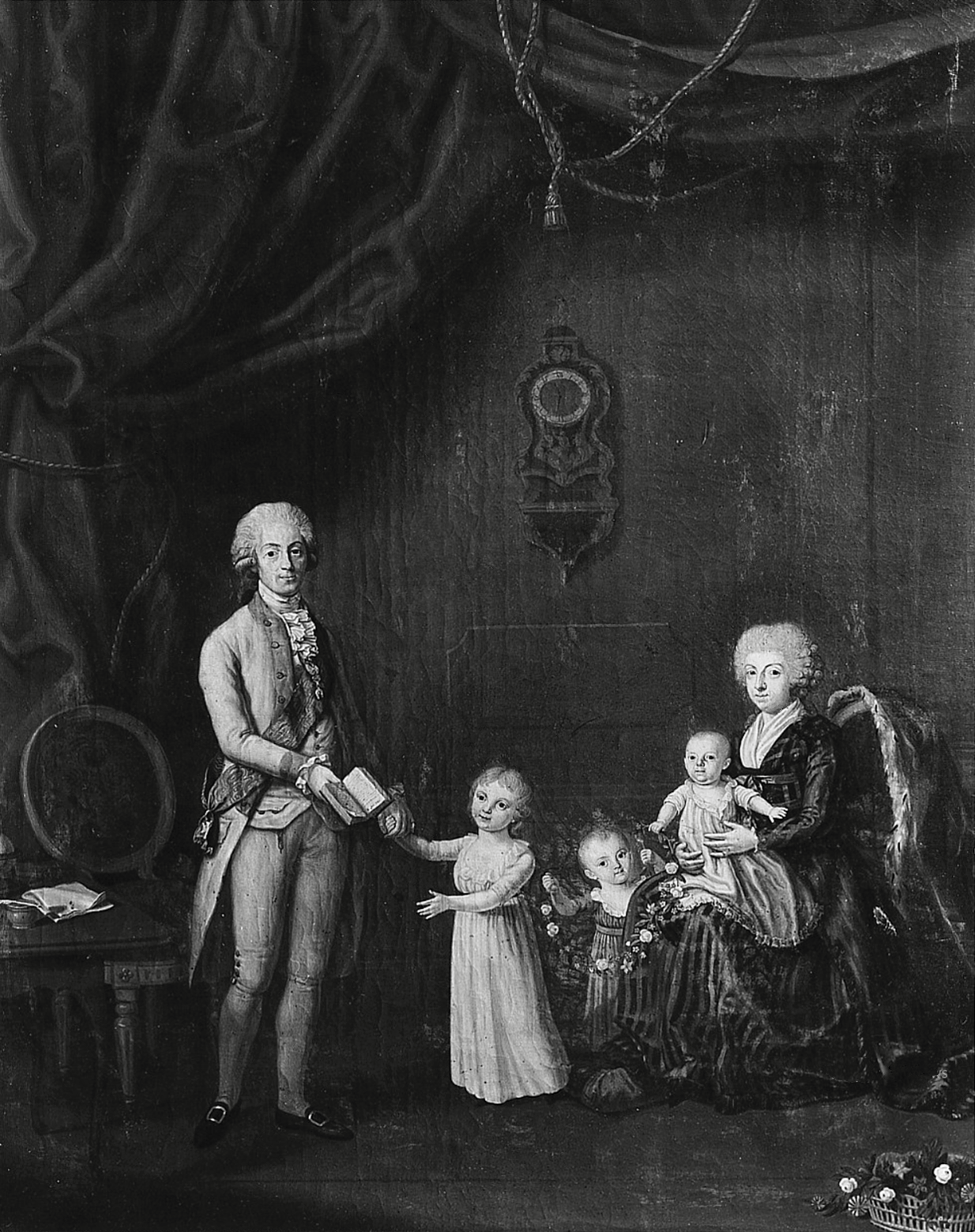
Christian Gottlob Fechhelm, Ritratto della famiglia di Massimiliano di Sassonia e di Carolina di Borbone-Parma, 1798
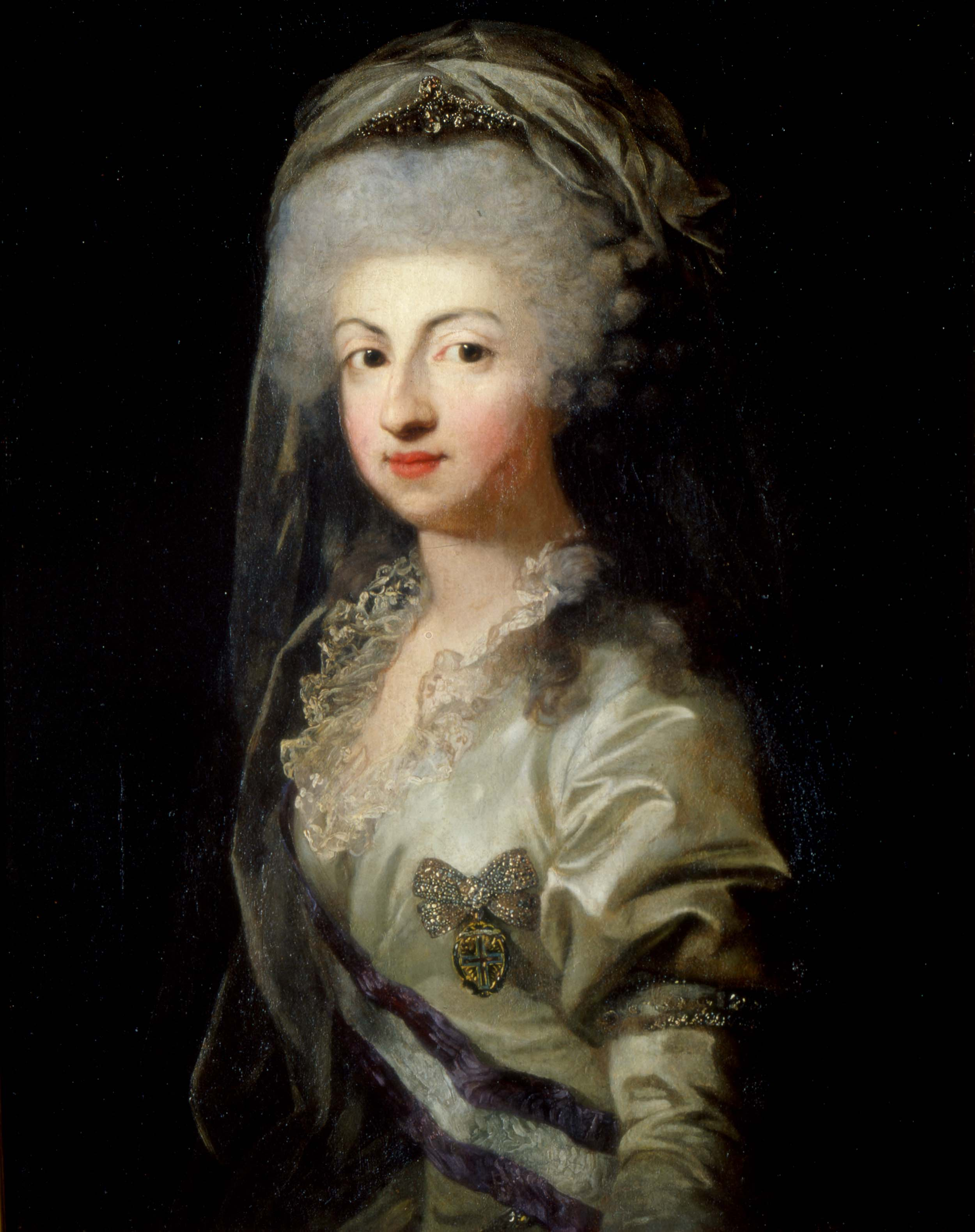
Anton Graff, Ritratto della principessa Maria Carolina di Borbone con diadema, 1792
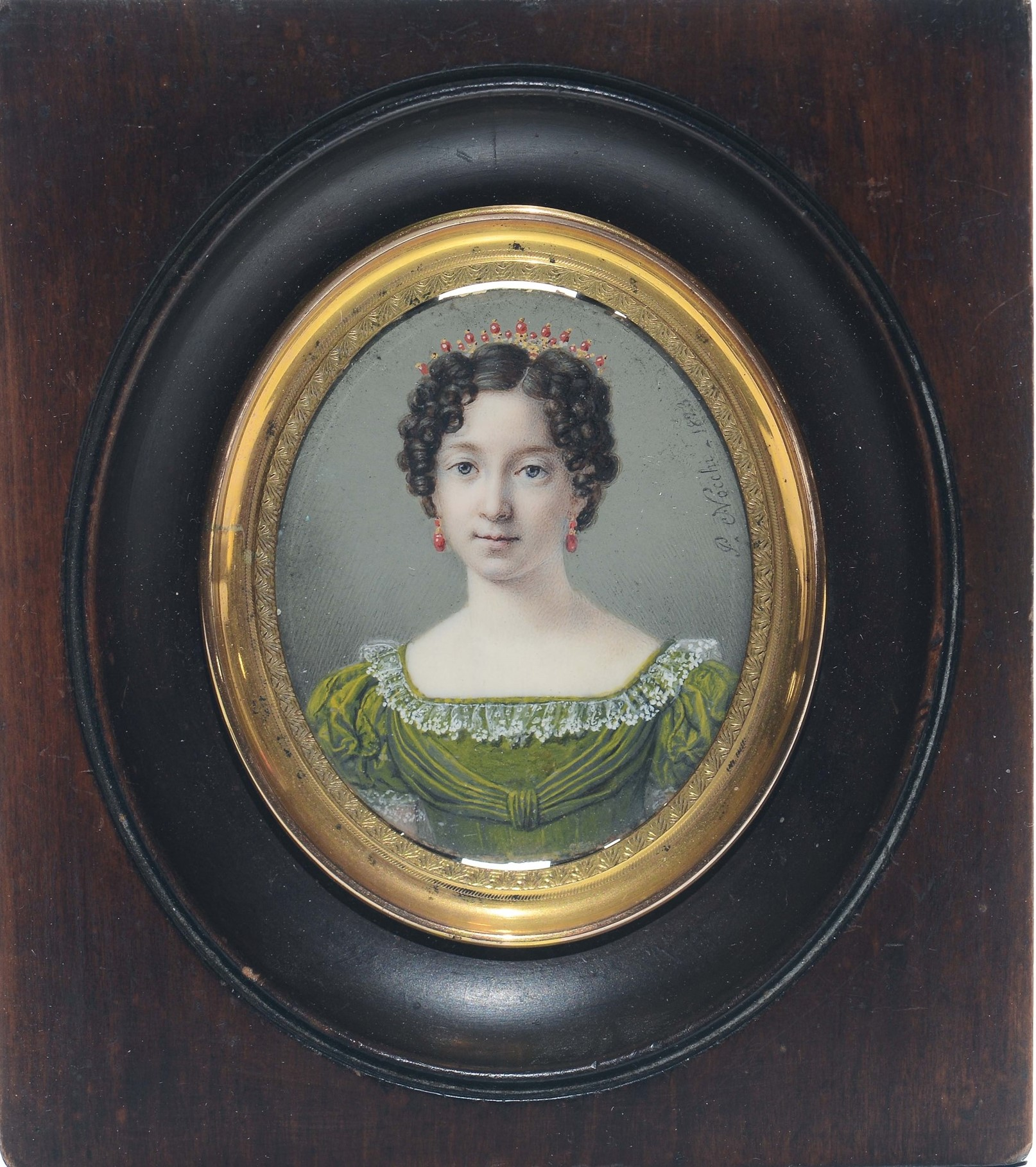
Maria Luisa Carlottadi Borbone-Parma, ritratta nel 1825
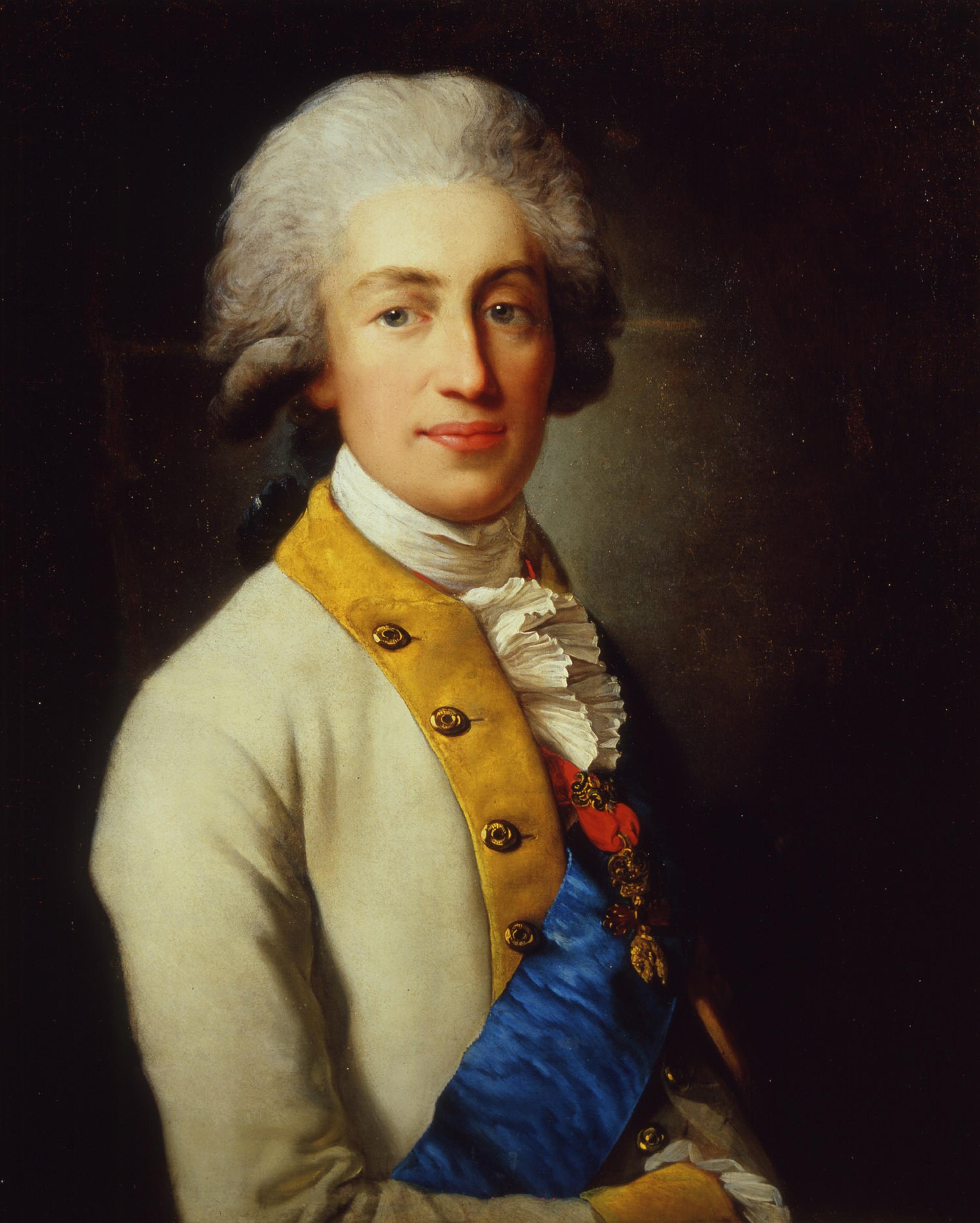
Anton Graff Ritratto del principe Massimiliano di Sassonia in abiti militari, con il tricorno trattenuto sotto il braccio e caratterizzato dall'onorificenza del Toson d'oro che pende sul proprio petto, 1792

## Discendenza
Massimiliano e Carolina di Borbone-Parma ebbero otto figli:
- Maria Amalia Federica Augusta Carolina Ludovica Giuseppa Luisa Anna Nepomucena Filippina Vincenza Francesca di Paola Francesca di Chantal (10 agosto 1794-18 settembre 1870), compositrice di talento, non si sposò mai;
- Maria Ferdinanda Amalia Saveria Teresa Giuseppa Anna Nepomucena Luisa Vincenza Ignazia Domenica Francesca di Paola Francesca di Chantal (27 aprile 1796-3 gennaio 1865), sposò Ferdinando III di Toscana, divenendo granduchessa di Toscana non ebbero figli;
- Federico Augusto II di Sassonia (18 maggio 1797-9 agosto 1854), re di Sassonia, si sposò con Maria Carolina Ferdinanda d'Austria ma non ebbe figli, si risposò con Maria Anna di Baviera ma non ebbe figli neppure da lei;
- Clemente Maria Giuseppe Nepomuceno Luigi Vincenzo Saverio Francesco di Paola Francesco di Valois Gioacchino Benno Filippo Giacobbe (1º maggio 1798-4 gennaio 1822), morì celibe e non sposato;
- Maria Anna Carolina Giuseppa Vincenza Saveria Nepomucena Francesca di Paola Francesca di Chantal Giovanna Antonia Elisabetta Cunegonda Gertrude Leopoldina (15 novembre 1799-24 marzo 1832), sposò Leopoldo II di Toscana divenendo granduchessa di Toscana, ebbero 4 figlie;
- Giovanni I di Sassonia (12 dicembre 1801-29 ottobre 1873), re di Sassonia, sposò Amalia Augusta di Baviera ed ebbe figli;
- Maria Carlotta Amalia Federica Augusta Carolina Giuseppa Giuseppina Saveria Francesca di Paola Francesca di Chantal Gertrude Massimiliana (Dresda, 8 maggio 1802 - 20 aprile 1804), nota come Carlotta; morì nell'infanzia dopo aver contratto il vaiolo;
- Maria Giuseppa Amalia Beatrice Saveria Vincenza Luisa Francesca di Paola Francesca di Chantal Anna Apollonia Giovanna Nepomucena Walburga Teresa Ambrogia (6 dicembre 1803-17 maggio 1829), sposò Ferdinando VII di Spagna, divenendo regina di Spagna, ebbero figli.

## Ascendenza
|                                |                                     |                                              | Genitori                                    |  |  | Nonni |  |  | Bisnonni              |  |  | Trisnonni                        |  |
|                                |                                     |                                              |                                             |  |  |       |  |  | Augusto II di Polonia |  |  | Giovanni Giorgio III di Sassonia |  |
|                                |                                     |                                              |                                             |  |  |       |  |  | Augusto II di Polonia |  |  | Giovanni Giorgio III di Sassonia |  |
|                                |                                     | Anna Sofia di Danimarca                      |                                             |  |  |       |  |  | Augusto II di Polonia |  |  |                                  |  |
| Augusto III di Polonia         |                                     |                                              |                                             |  |  |       |  |  | Augusto II di Polonia |  |  |                                  |  |
|                                |                                     | Cristiana Eberardina di Brandeburgo-Bayreuth | Cristiano Ernesto di Brandeburgo-Bayreuth   |  |  |       |  |  |                       |  |  |                                  |  |
|                                |                                     | Cristiana Eberardina di Brandeburgo-Bayreuth | Cristiano Ernesto di Brandeburgo-Bayreuth   |  |  |       |  |  |                       |  |  |                                  |  |
|                                |                                     | Cristiana Eberardina di Brandeburgo-Bayreuth | Sofia Luisa di Württemberg                  |  |  |       |  |  |                       |  |  |                                  |  |
| Federico Cristiano di Sassonia |                                     | Cristiana Eberardina di Brandeburgo-Bayreuth |                                             |  |  |       |  |  |                       |  |  |                                  |  |
|                                |                                     | Giuseppe I d'Asburgo                         | Leopoldo I d'Asburgo                        |  |  |       |  |  |                       |  |  |                                  |  |
|                                |                                     | Giuseppe I d'Asburgo                         | Leopoldo I d'Asburgo                        |  |  |       |  |  |                       |  |  |                                  |  |
|                                |                                     | Giuseppe I d'Asburgo                         | Eleonora del Palatinato-Neuburg             |  |  |       |  |  |                       |  |  |                                  |  |
| Maria Giuseppa d'Austria       |                                     | Giuseppe I d'Asburgo                         |                                             |  |  |       |  |  |                       |  |  |                                  |  |
|                                |                                     | Guglielmina Amalia di Brunswick-Lüneburg     | Giovanni Federico di Brunswick-Lüneburg     |  |  |       |  |  |                       |  |  |                                  |  |
|                                |                                     | Guglielmina Amalia di Brunswick-Lüneburg     | Giovanni Federico di Brunswick-Lüneburg     |  |  |       |  |  |                       |  |  |                                  |  |
|                                |                                     | Guglielmina Amalia di Brunswick-Lüneburg     | Benedetta Enrichetta del Palatinato         |  |  |       |  |  |                       |  |  |                                  |  |
| Massimiliano di Sassonia       |                                     | Guglielmina Amalia di Brunswick-Lüneburg     |                                             |  |  |       |  |  |                       |  |  |                                  |  |
|                                | Massimiliano II Emanuele di Baviera | Ferdinando Maria di Baviera                  |                                             |  |  |       |  |  |                       |  |  |                                  |  |
|                                | Massimiliano II Emanuele di Baviera | Ferdinando Maria di Baviera                  |                                             |  |  |       |  |  |                       |  |  |                                  |  |
|                                | Massimiliano II Emanuele di Baviera | Enrichetta Adelaide di Savoia                |                                             |  |  |       |  |  |                       |  |  |                                  |  |
| Carlo VII di Baviera           | Massimiliano II Emanuele di Baviera |                                              |                                             |  |  |       |  |  |                       |  |  |                                  |  |
|                                |                                     | Teresa Cunegonda Sobieska di Polonia         | Giovanni III Sobieski                       |  |  |       |  |  |                       |  |  |                                  |  |
|                                |                                     | Teresa Cunegonda Sobieska di Polonia         | Giovanni III Sobieski                       |  |  |       |  |  |                       |  |  |                                  |  |
|                                |                                     | Teresa Cunegonda Sobieska di Polonia         | Maria Casimira Luisa de la Grange d'Arquien |  |  |       |  |  |                       |  |  |                                  |  |
| Maria Antonia di Baviera       |                                     | Teresa Cunegonda Sobieska di Polonia         |                                             |  |  |       |  |  |                       |  |  |                                  |  |
|                                |                                     | Giuseppe I d'Asburgo                         | Leopoldo I d'Asburgo                        |  |  |       |  |  |                       |  |  |                                  |  |
|                                |                                     | Giuseppe I d'Asburgo                         | Leopoldo I d'Asburgo                        |  |  |       |  |  |                       |  |  |                                  |  |
|                                |                                     | Giuseppe I d'Asburgo                         | Eleonora del Palatinato-Neuburg             |  |  |       |  |  |                       |  |  |                                  |  |
| Maria Amalia d'Asburgo         |                                     | Giuseppe I d'Asburgo                         |                                             |  |  |       |  |  |                       |  |  |                                  |  |
|                                |                                     | Guglielmina Amalia di Brunswick-Lüneburg     | Giovanni Federico di Brunswick-Lüneburg     |  |  |       |  |  |                       |  |  |                                  |  |
|                                |                                     | Guglielmina Amalia di Brunswick-Lüneburg     | Giovanni Federico di Brunswick-Lüneburg     |  |  |       |  |  |                       |  |  |                                  |  |
|                                |                                     | Guglielmina Amalia di Brunswick-Lüneburg     | Benedetta Enrichetta del Palatinato         |  |  |       |  |  |                       |  |  |                                  |  |
|                                |                                     | Guglielmina Amalia di Brunswick-Lüneburg     |                                             |  |  |       |  |  |                       |  |  |                                  |  |